# Yvré-le-Pôlin

Yvré-le-Pôlin este o comună în departamentul Sarthe, Franța. În 2009 avea o populație de 1,883 de locuitori.